# Арумынский язык
Арумы́нский язы́к (также арому́нский язык, македо-румы́нский язык; самоназвание: armãneashce, limba armănească) — язык аромун, распространённый в ряде регионов южной Албании, северной и центральной Греции, южной и восточной частей Северной Македонии, юго-западной Болгарии, а также в Сербии, Румынии, Германии, Франции и других странах Европы, в США и в Австралии. Относится к восточнороманской подгруппе романской группы индоевропейской семьи языков, наиболее близок к мегленорумынскому языку. Рассматривается как самостоятельный язык не всеми лингвистами — некоторые (в основном румынские) исследователи балканороманских языков относят его к диалектам румынского языка, однако с уточнением, что он, вместе с мегленорумынским и истрорумынским, входит в группу атипичных дивергентных диалектов, не взаимодействующих с современным румынским в его литературной форме. Арумынский является языком преимущественно старшего поколения арумын. Число носителей оценивается в 250 тысяч человек (1997).
Арумынский язык сформировался на основе романских говоров влашских племён, которые занимались отгонным скотоводством и вели кочевой образ жизни в южных Балканах. Согласно точке зрения одних исследователей, арумыны переселились с севера, отколовшись от единого балканороманского ареала около X века; по другой точке зрения, арумыны являются потомками автохтонного населения горных районов к югу от Дуная, подвергшегося романизации независимо от дакорумын.
Впервые внимание учёных арумынский язык привлёк в конце XVIII века. Выделяют североарумынские говоры (фаршеротские, москопольские и другие) и южноарумынские говоры (пиндские, грамостянские и другие). Единый литературный язык отсутствует. Первые письменные свидетельства арумынского языка известны с 1730-х годов, в XVIII веке арумынами использовалась письменность на основе греческого алфавита, с XIX века — письменность на основе латинского алфавита. В настоящее время для записи языка используется либо румынский алфавит, либо особый арумынский (предложенный М. Бояджи в 1813 году), а в Греции — иногда алфавит на греческой основе.

## О названии
Самоназвание арумынского языка является производным от этнонима арумынского народа. Этноним «арумыны» (рум. Aromâni) был введён одним из первых исследователей арумынского языка, немецким лингвистом Густавом Вейгандом; данный этноним основан на самоназвании арумын, восходящем к народнолатинскому слову RŌMĀNU «римлянин»: Arămînᵘ, Armănᵘ, Rămănᵘ, Arumînᵘ (множественное число Arămîni и т. д.). Ранее, до исследований Г. Вейганда, был распространён этноним «македорумыны» (рум. Macedo-Români), появившийся благодаря работам М. Бояджи, Ф. Миклошича и И. К. Массимы. Название «македорумыны» связано с одним из основных ареалов арумынского языка — исторической областью Македония. Помимо этого этнонима, среди арумын (как и среди мегленорумын и истрорумын) распространено самоназвание «влахи» (Vlah, множественное число Vlahi), так же их называют и соседние народы. Кроме того, распространены такие экзоэтнонимы арумын, как:
- «куцовлахи» (греч. κουτσοβλάχοι «хромые влахи» в отличие от румын, которых называют просто «влахи») — среди греков, официально же в Греции арумын называют «влахоязычными греками»;
- «беливлахи» (болг. беливласи «белые влахи» в отличие от румын, которых называют «каравлахи» болг. каравласи «чёрные влахи») — среди болгар;
- «цинцары» (макед. и серб. цинцари, серб. и хорв. cincari, венг. cincárok) — среди македонцев, сербов, хорватов и венгров;
- «ремеры» и «чобаны» (алб. çobanët, тур. çobanlar «пастухи») — среди албанцев и отчасти турок.

Также известны такие названия арумын, как «арванитовлахи», «македонские влахи», «элиновлахи» и этноним учёного происхождения — «фракийские влахи».
Варианты названия арумынского языка: аромунский, македо-румынский; рум. (dialectul) aromân, macedo-român; англ. Macedo-Rumanian; нем. Aromunisch, Mazedo-Rumänisch.

## Лингвогеография

### Ареал и численность
| Страна             | Число говорящих |
| ------------------ | --------------- |
| Греция             | 50.000          |
| Албания            | 3.850           |
| Болгария           | 16.000          |
| Северная Македония | 6.890           |
| Румыния            | 28.000          |
| Сербия             | 13.000          |

Арумынский язык распространён в горных районах южных Балкан на части территорий Албании, Греции, Северной Македонии и Болгарии как в сельской местности, так и в некоторых городах. Наибольшая по численности часть носителей арумынского языка расселена в Греции — в горном массиве Пинд (самый обширный и компактный ареал арумынского языка), на равнине в Фессалии, в разных районах греческой части Македонии, в Эпире, Акарнании, Этолии. Второй по численности территорией расселения арумын является южная Албания (равнина Мюзеке с городами Влёра и Фиери, горные селения Фрашери, Лэнга, Шипска). В Северной Македонии арумынский язык распространён в юго-западных районах (в окрестностях населённого пункта Битола), в центральных и восточных районах (в окрестностях населённых пунктов Титов Велес, Штип, Кочани). В Болгарии на арумынском языке говорят в горных районах на юго-западе страны.
Со второй половины XX века арумыны стали переселяться в Румынию, в первой половине XX века около 12 тысяч арумын эмигрировали в Добруджу. Небольшие группы арумын живут в Сербии. Арумынские диаспоры имеются в ряде стран Западной Европы, куда арумыны переселились после Второй мировой войны — в Германии, Франции и других странах, а также в США и в Австралии.
Установить точную численность носителей арумынского языка не представляется возможным. По одним оценкам, число арумын, активно использующих родной язык, составляет всего 15 тысяч человек. По другим оценкам, число лиц, имеющих арумынское происхождение, превышает 1,5 млн человек. Согласно данным, приведённым на сайте Парламентской ассамблеи Совета Европы, к началу XX века насчитывалось около 500 тысяч носителей арумынского языка, к рубежу XX—XXI веков их численность сократилась до 250 тысяч человек.

### Социолингвистические сведения и статус
Арумыны не имеют собственной государственности и не имеют основной компактной области расселения, они живут в нескольких странах, их ареал представляет собой ряд разбросанных по территории того или иного государства небольших «островков». У арумын отсутствует осознание языкового единства, их этническое самосознание характеризуется неустойчивостью и нечёткостью. Нет у арумын и национального движения в какой-либо форме, отсутствует стремление к созданию национально-языковой автономии. Несмотря на предпринимаемые попытки оживления национального и культурно-языкового движения в местах исконного проживания арумын не наблюдается. В течение последних столетий происходит процесс языковой и этнической ассимиляции, арумыны растворяются среди греческого, албанского, македонского и болгарского этнического большинства. Старшее поколение арумын, посещавшее школы Албании, Греции и Югославии и учившее румынский язык, считало, что арумынский идиом является диалектом румынского языка. Современные арумыны полагают, что говорят на диалекте греческого или языков других народов, в окружении которых арумыны живут.
Арумынский язык не имеет наддиалектной формы и единой литературной нормы. Попытки создания письменности предпринимались со второй половины XVIII века, сначала арумыны ориентировались на греческий алфавит, с XIX века — перешли на латиницу. Арумынский язык не преподаётся в учебных заведениях, кроме летних курсов во Фрайбурге и Бонне в Германии (со второй половины XIX века до середины XX века по инициативе Румынии были открыты школы, в которых изучался румынский язык как литературный язык арумын). Использование арумынского языка ограничено в настоящее время исключительно устным бытовым общением в основном среди арумын старшего поколения. Все носители арумынского языка двуязычны: наряду с арумынским они владеют также государственным языком тех стран, в которых проживают.
Арумынский язык представляет собой совокупность балканороманских говоров, которые объединяются по общим структурным признакам и соотносятся с этнической общностью арумын. В балканороманской языковой подгруппе арумынский идиом объединяется вместе с мегленорумынским в южнодунайскую языковую ветвь, которой противостоит севернодунайская языковая ветвь с румынским и истрорумынским языками.
Арумынский как отдельный язык выделяется не всеми романистами, часть из них считают арумынский диалектом румынского языка, к нему применяется также нейтральный термин «язык/диалект». В числе прочего различные точки зрения на самостоятельность арумынского и его место в балканороманской языковой подгруппе соотносятся с различием взглядов исследователей на этногенез арумынской этнической общности. Романисты, придерживающиеся теории о переселении предков арумын с севера на юг из единого балканороманского ареала, склонны считать арумынский одним из диалектов румынского языка. Сторонники автохтонного происхождения арумын в горных областях к югу от Дуная независимого от дакорумын, чаще рассматривают арумынский как самостоятельный язык.
Наличие отдельного этноса, представителями которого являются носители арумынского идиома, попытки создания литературной нормы, относительно большие структурные отличия арумынского и румынского языка, собственная система диалектов и прочее позволяют ряду учёных рассматривать арумынский как самостоятельный балканороманский язык.

### Диалекты
Известны две классификации диалектов арумынского языка.
Согласно одной из них, предложенной М. Караджиу-Мариоцяну, арумынский языковой ареал делится на две диалектные группы:
- фаршеротские (F-диалекты), противопоставленные всем остальным арумынским диалектам;
- не фаршеротские (A-диалекты).

Согласно классификации Т. Капидана, арумынский язык разделён на североарумынскую диалектную зону (фаршеротские, москопольские и другие говоры) и южноарумынскую диалектную зону (грамостянские, пиндские и другие говоры). Данные диалектные зоны связаны с исходными ареалами носителей арумынских диалектов. Вследствие миграций североарумынские группы расселились в южноарумынском ареале (например, фаршеротские), а южноарумынские — в североарумынском (например, грамостянские).

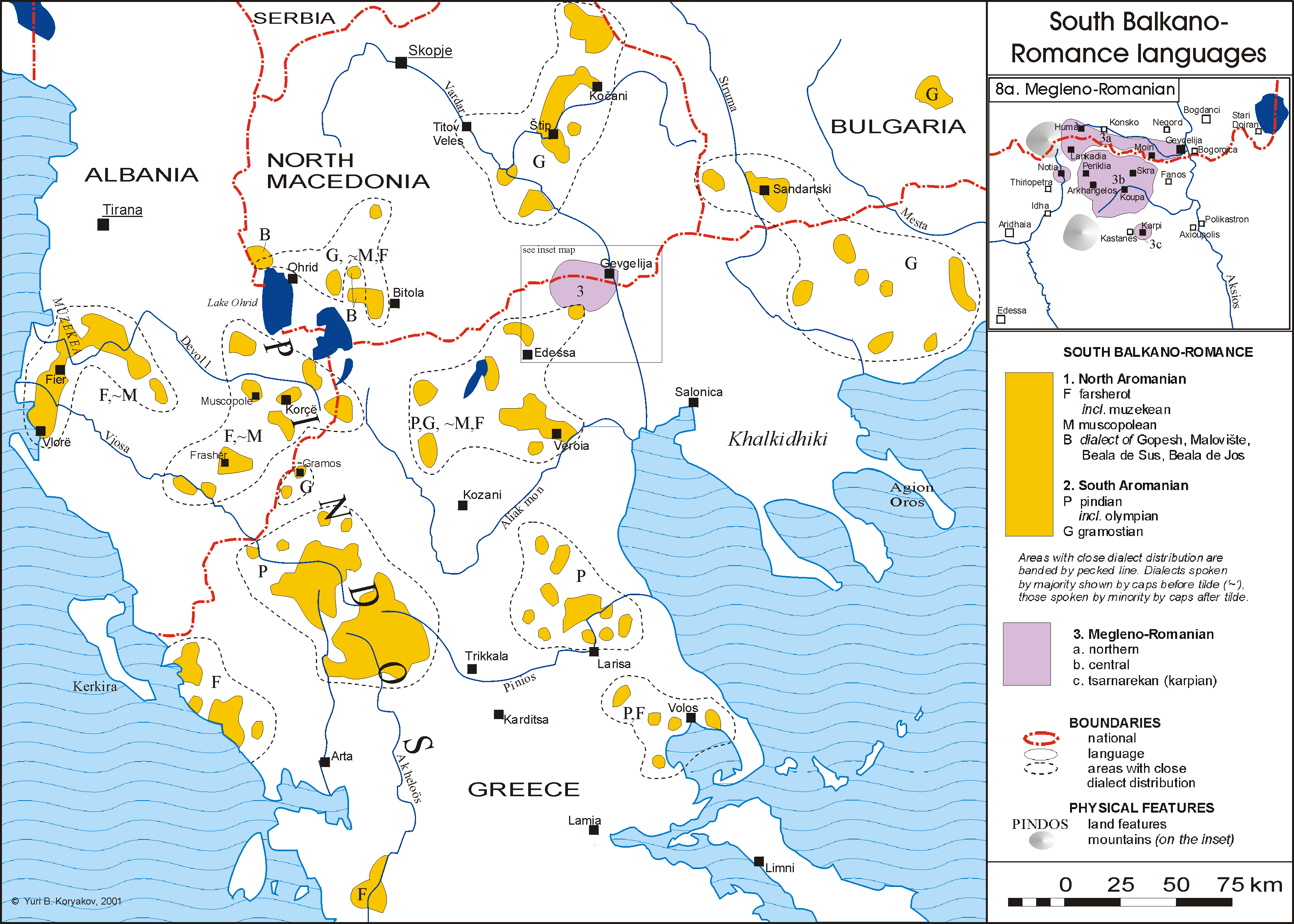
Ареалы арумынских диалектов на карте распространения восточнороманских языков южных Балкан

Классификация арумынских диалектов по Т. Капидану:

Североарумынская диалектная зона:
- фаршеротские говоры;
- москопольские говоры;
- мюзекерские говоры;
- говоры Гопеша и Муловиште;
- говоры Бяла де Сус и Бяла де Жос.

Южноарумынская диалектная зона:
- грамостянские говоры;
- пиндские говоры;
- олимпские говоры.

В североарумынских говорах, распространённых в македонских сёлах Гопеш и Муловиште, а также в сёлах Бяла де Сус и Бяла де Жос, отмечаются некоторые особенности, сближающие данные говоры с мегленорумынским языком.
Арумынские диалекты различаются на всех языковых уровнях (в том числе и в области грамматики и лексики), но за основу диалектной дифференциации взяты главным образом фонетико-фонологические особенности.
Для южной диалектной зоны (в отличие от северной) характерно противопоставление фонем /ǝ/ и /ɨ/; сохранение дифтонгов e̯a, o̯a и неслоговых конечных гласных [i] и [u]. В северной диалектной зоне противопоставление /ǝ/ и /ɨ/ отсутствует; дифтонги e̯a, o̯a перешли в североарумынских говорах в монофтонги: e̯a > ɛ, o̯a > ɔ; в ряде говоров отсутствуют неслоговые конечные [i] и [u].
Арумынские диалекты не образуют диалектного континуума вследствие того, что многочисленные островные арумынские ареалы разделены областями распространения греческого, албанского, македонского и других языков. В арумынском ареале отсутствует территориальное диалектное членение, между говорами нет чётких диалектных границ, так как арумыны вели в прошлом кочевой образ жизни (основным их занятием было отгонное скотоводство) — постоянные массовые миграции не способствовали формированию изоглосс и ареалов тех или иных диалектных явлений. Более того, среди арумын широко распространено варьирование разных языковых форм в речи одного и того же носителя того или иного арумынского говора.
Отмечается некоторая связь ареалов арумынских диалектов с ареалами субэтнических групп («племенных ветвей») арумын, но эта связь не является однозначной.
В североарумынской диалектной зоне выделяют группу москопольцев (исходный ареал — юго-восточная Албания, откуда москопольцы расселились в различные районы северной Греции и юго-западной части Северной Македонии), группу фаршеротов (исходный ареал — южная Албания, откуда фаршероты расселились в различные районы северной, северо-восточной и некоторых других частей Греции, а также в юго-западные районы Македонии), фаршероты, расселившиеся вдоль побережья Адриатического моря на равнине Мюзеке рассматриваются как отдельная группа мюзекеров (южная Албания).
В южноарумынской диалектной зоне выделяют группу грамостян (исходный ареал — окрестности горы Грамос в Греции на границе с Албанией, откуда грамостяне расселились в различные районы Греческой Македонии, в юго-западные и восточные районы современной Северной Македонии (Вардарской Македонии), а также в ряд районов юго-западной Болгарии), группу пиндцев, наиболее многочисленную группу арумын, образующую самый обширный и компактный арумынский ареал (населяют северные районы горного массива Пинд и отчасти некоторые районы Фессалии и Македонии в Греции), особую группу составляют олимпцы, имеющие пиндское происхождение, которые населяют районы в окрестностях горы Олимп.

## Письменность
Единые нормы графики и орфографии в арумынском языке не сложились до настоящего времени.
С XVIII века арумынские тексты стали записывать греческим алфавитом, но вследствие того, что книги на арумынском в Греции издавались очень редко, традиция использования греческих букв практически прекратилась. С начала XIX века для арумынского языка активно пропагандируется латинская графика. В 1813 году алфавит, основывающийся на латинском, предложил М. Бояджи. В нём были применены диграфы, такие как sh (ʃ), lj (ʎ), nj (ɲ), ts (t͡s), ci (t͡ʃ). В лингвистической литературе используется преимущественно румынский алфавит с добавлением диакритики и греческих букв. Единая система передачи фонем у лингвистов при этом отсутствует. Запись арумынских текстов (главным образом, фольклора) при помощи румынского алфавита применялась с конца XIX века, современные издатели фольклора добавляют (как и в лингвистических работах) к румынским графемам латинские буквы с диакритикой ń, ľ и три греческие буквы θ, δ, γ. Графика М. Бояджи используется в настоящее время в издании журнала Zborlu a nostru («Наше слово»), который с 1984 года выпускают эмигранты арумынского происхождения в ФРГ. Румынской графики и орфографии придерживаются арумынские диаспоры, издающие журналы Fara Armâneascǎ («Арумынский народ») в Париже и Frândza Vlahǎ («Влашская газета») в американском Бриджпорте.

## История языка

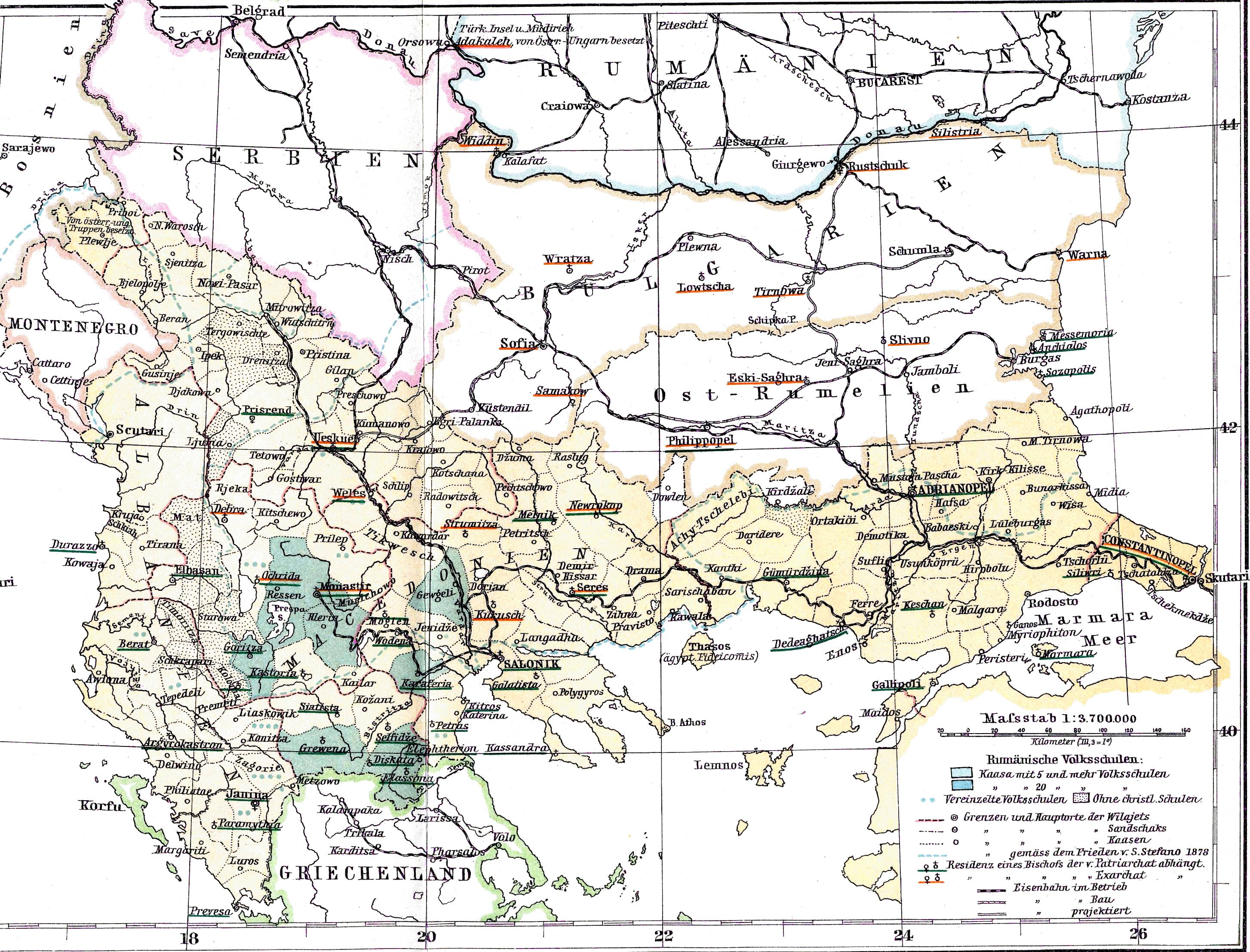
Школы для арумын и мегленорумын в Османской империи, 1886 год

Арумынский идиом рассматривается как один из исторических диалектов общерумынского, или проторумынского языка (рум. româna comună), существовавшего в середине I тысячелетия н. э. и объединявшего весь балканороманский ареал к северу и югу от Дуная. Кроме арумынского в число исторических диалектов проторумынского включаются дакорумынский, истрорумынский и мегленорумынский.
Согласно «северной» теории происхождения арумын, предки арумын отделились от общерумынского ареала примерно в X веке и переселились на юг в область современного расселения арумынского народа. Эта теория этногенеза поддерживалась О. Дянсушяну, С. Пушкариу, Ал. Филиппиде, Г. Вейгандом. По мнению Й. Крамера, ареал формирования арумын располагался к югу от Дуная, но к северу от современной территории расселения арумын. Согласно точке зрения Н. Сараманду, единого проторумынского ареала не существовало, было множество ареалов романизации как к северу, так и к югу от Дуная. Арумынская этническая общность и их язык по его мнению сформировались в южной части Балкан. Взгляда о частично автохтонном происхождении арумын придерживались Т. Капидан и Т. Папахаджи.
Арумыны упоминаются в византийских хрониках, начиная с IX века. В X—XIII веках в черте Византийской империи существовали вассальные арумынские государственные образования. В XVII веке появляются арумынские города, впоследствии разрушенные турками и албанцами.

## Лингвистическая характеристика

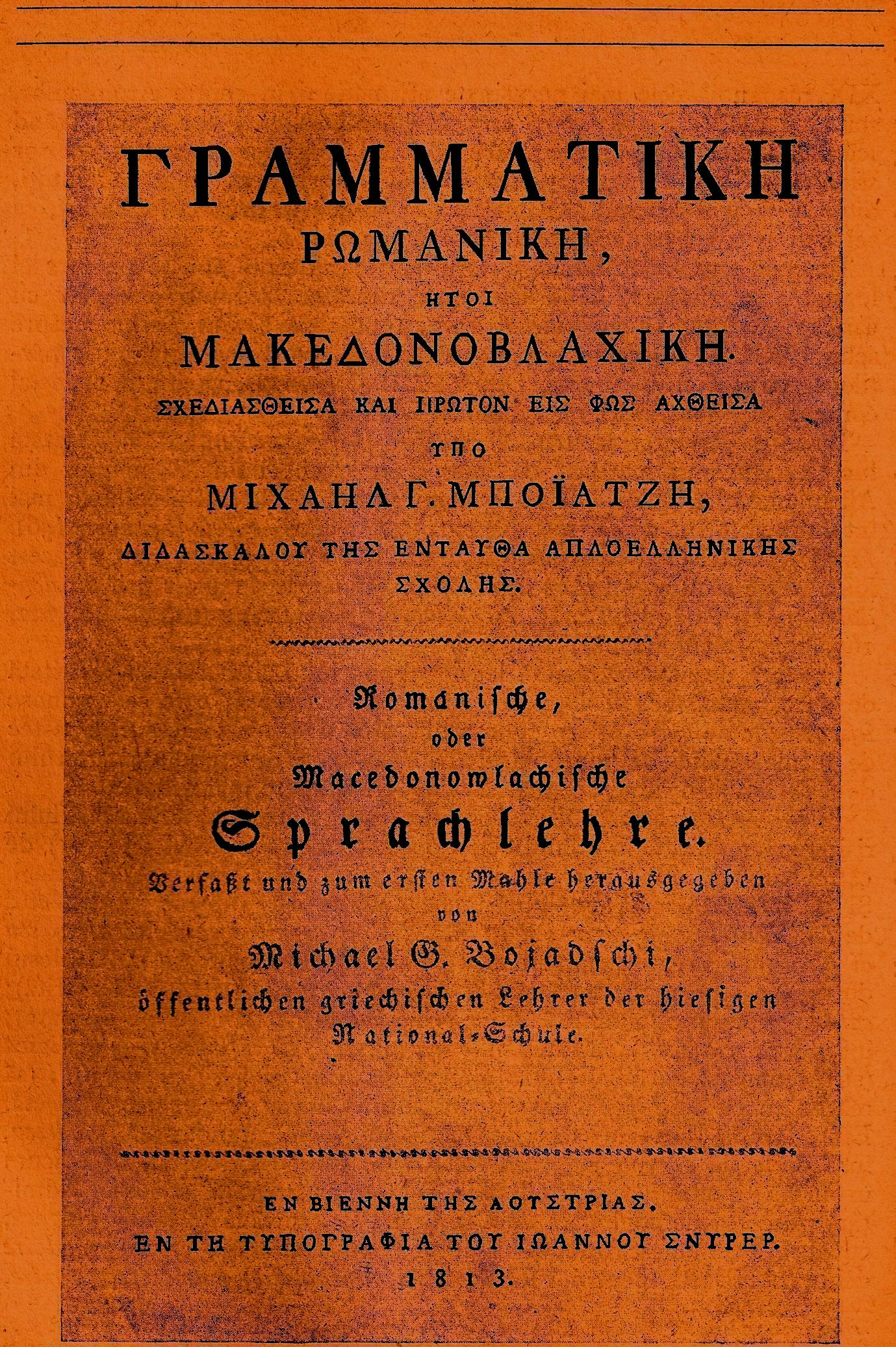
Титульный лист грамматики арумынского языка, 1813 год

### Фонетика и фонология
Система гласных южноарумынских говоров, включающих максимальное число гласных фонем. В североарумынских говорах насчитывается не более 6 фонем — отсутствуют либо ə, либо ɨ:
| Подъём\ряд | Передний | Средний | Задний |
| ---------- | -------- | ------- | ------ |
| Верхний    | i        | ɨ       | u      |
| Средний    | ɛ        | ə       | ɔ      |
| Нижний     |          | a       |        |

Система согласных арумынского языка:
| Способ артикуляции ↓     | Губно-губные | Губно-зубные | Межзубные | Зубные | Альв. | Палат. | Заднеяз. |
| Взрывные                 | p b          |              |           | t d    |       | c ɟ    | k g      |
| Носовые                  | m            |              |           | n      |       | ɲ      |          |
| Дрожащие                 |              |              |           | r      |       |        |          |
| Аффрикаты                |              |              |           | t͡s d͡z  | t͡ʃ d͡ʒ |        |          |
| Фрикативные              |              | f v          | θ ð       | s z    | ʃ ʒ   | ç      | x ɣ      |
| Скользящие аппроксиманты |              |              |           |        |       | j      |          |
| Боковые                  |              |              |           | l      |       | ʎ      |          |

Также имеются два полугласных: u̯ и i̯, которые входят в состав дифтонгов. Кроме того, на конце слова после одного согласного u̯ реализуется как неслоговый призвук u, а i̯ как неслоговый призвук i (после ț и ḑ как î).
В ряде говоров, вероятно, под влиянием греческого языка, звуки t͡ʃ и d͡ʒ свободно варьируются с t͡s и d͡z соответственно.
Ударение — динамическое и свободное.

### Морфология

#### Имя существительное
Арумынское существительное обладает категориями рода, числа, падежа и определённости/неопределённости.
Существительные могут быть трёх родов: мужского, женского и обоюдного. Слова мужского и обоюдного родов заканчиваются на -Cu, -CCu, -Vu̯ и -i / -e, мужского также на -î / -ă, -ắ, -ó, -é и -í, слова женского рода — на -î / -ă, -i / -e и -ø.
В мужском роде множественное число образуется чаще всего при помощи форманта -i / -i̯ / -î / -i / -î (lupu «волк» — luk’i «волки», dínti / dínte «зуб» — dínțî «зубы», cîni / cîne «собака» — cîńi «собаки»), у слов, заканчивающихся на -î / -ă, — при помощи -îńi (lálî / lálă «дядя» — lálîńi «дяди»), у слов, заканчивающихся на ударную гласную, — при помощи -(e̯)áḑî (amirắ «император» — amiráḑî «императоры»). В женском роде тоже используются окончания -i̯ / -î / -i / -î, -îńi, но также ещё -i / -e (cásî / cásă «дом» — cási / cáse «дома»), -uri (cáli / cále «дорога» — cắľuri «дороги»), -li / -le (ste̯áu̯î / ste̯áu̯ă «звезда» — ste̯áli / ste̯áli «звёзды»), -ắri (sórî / sóră «сестра» — surắri «сёстры»), -ati / -ate (ɣrámî / ɣrámă «буква» — ɣrámati / ɣrámate «буквы»). В обоюдном роде множественное число образуется при помощи формантов -uri (locu «место» — locuri «места») и -i / -î / -e / -ă (zboru «слово» — zbo̯árî / zbo̯áre «слова» / zbo̯áră «слова»).
Помимо именительного-винительного выделяется также дательный-родительный падеж, который образуется аналитически.

#### Имя прилагательное
Прилагательное согласовывается с существительным по роду и числу, реже по падежу. Изменения по падежам возможны только в тех говорах, в которых существительные женского рода в единственном числе имеют основу родительного-дательного падежа в отличие от основы именительного-винительного падежа: fe̯áta mușátă «красивая девушка» — родительный-дательный падеж a fe̯átăľ ei̯ mușátă или a fe̯áteľ ei̯ mușate (реже). Степени сравнения образуются аналитически: сравнительная при помощи наречий ma или cáma (ma / cáma bunu «лучше»), а превосходная добавлением определённого артикля к форме сравнительной (cáme marle «самый старший»).
Формы рода и числа прилагательных на примере слов bunu «хороший», acru «кислый», aróșu «красный», mari «большой», dúlți / dúlțe «сладкий»:
| Группа и род | Группа и род | Число         | Число         |
| Группа и род | Группа и род | единственное  | множественное |
| ------------ | ------------ | ------------- | ------------- |
| I группа     | мужской род  | bunu          | buńi          |
| I группа     | женский род  | búnî / búnă   | búni / búne   |
| II группа    | мужской род  | ácru          | ácri          |
| II группа    | женский род  | ácrî / ácră   | ácri          |
| III группа   | мужской род  | aróșu         | aróși         |
| III группа   | женский род  | aróși / aróșe | aróși / aróșe |
| IV группа    | IV группа    | mári / máre   | mări / mari   |
| V группа     | V группа     | dúlți / dúlțe | dúlți / dúlțe |

#### Числительное
Арумынские количественные числительные
| 1    | un(u) (м. р.), únî / únă / nă(ж. р.)            |
| 2    | dói̯ (м. р.), do̯áu̯î / do̯áu̯ă / dáu̯ă / dáo (ж. р.) |
| 3    | trei̯                                            |
| 4    | pátru                                           |
| 5    | țínți                                           |
| 6    | șási / șáse                                     |
| 7    | șe̯ápte / șe̯ápte                                 |
| 8    | óptu                                            |
| 9    | no̯áu̯î / no̯áu̯ă / náu̯î / náu̯ă / náo / nou̯áu̯ă      |
| 10   | ḑáți / ḑáțe                                     |
| 11   | únsprîḑați / únsprăḑațe                         |
| 12   | dói̯sprîḑați / dói̯sprăḑațe                       |
| 20   | ɣíɣinț(î) / ɣíngiț / dau̯ăḑắți                   |
| 21   | únsprăɣíɣinț(î) / dau̯ăḑățiunu                   |
| 30   | tré(i̯)iḑắți                                     |
| 40   | patruḑắți                                       |
| 50   | ținḑắți                                         |
| 60   | șaiḑắți                                         |
| 70   | șapteḑắți                                       |
| 80   | obḑắți                                          |
| 90   | nou̯au̯ăḑắți                                      |
| 100  | sútî / sútă                                     |
| 200  | do̯áu̯î súti / dou̯áu̯ă súte                        |
| 1000 | ńíľi / ńíľe                                     |
| 2000 | do̯áu̯î ńíľi / dou̯áu̯ă ńíľe                        |

#### Местоимение
В арумынском языке различают следующие разряды местоимений:
- личные;
- возвратные (рассматриваются также как разновидность личных);
- притяжательные;
- указательные;
- неопределённые;
- относительные;
- вопросительные;
- отрицательные.

Для личных местоимений (i̯o (u̯) / eu̯ / míni «я», noi̯ «мы», tíni «ты», voi̯ «вы», elu / nisu / năsu «он», e̯a / ía / nîsî / năsă «она», elu / nisu / năsu «они» — мужской род, e̯a / ía / nîsî / năsă «они» — женский род) характерны категории лица, числа, рода (в 3-м лице) и падежа. Отмечается стирание различий между именительным и винительным падежами у форм местоимений 1-го и 2-го лица. В косвенных падежах различают ударные и безударные формы личных местоимений.
Для притяжательных местоимений характерно наличие проклитической частицы a, причисляемой к артиклям.
Указательные местоимения различаются по значению близости / дальности: aístu / aéstu «этот», aţélu / aţălu «тот».
Среди неопределённых местоимений выделяют простые и сложные формы, часть из них близка с румынскими (vîrnu / vîru «какой-то» — рум. vreun), часть заимствована из других языков (сáθi «каждый» — из греческого, file̯ánu «некоторый» — из турецкого, ik’ işdó «кто угодно» — из албанского).
К вопросительным местоимениям относят: ţíne «кто», ţe «что» и другие.
Относительно-вопросительное местоимение care «который» имеет формы числа и падежа.
К отрицательным местоимениям относят: canu / cánî «никто» (из греческого), ţivá «ничто», vîrnu / vîrnî «никто». Формы ţivá и vîrnu / vîrnî имеют как отрицательное, так и неопределённое значение.
У возвратного местоимения различаются формы дательного (îşi, şi, ş) и винительного падежей (si, sî, s).
Склонение личных местоимений единственного числа:
| Лицо     | Лицо        | Именительный падеж    | Родительный, родительно -дательный падеж | Родительный, родительно -дательный падеж | Винительный падеж     | Винительный падеж |
| Лицо     | Лицо        | Именительный падеж    | ударная форма                            | безударная форма                         | ударная форма         | безударная форма  |
| -------- | ----------- | --------------------- | ---------------------------------------- | ---------------------------------------- | --------------------- | ----------------- |
| 1-е лицо | 1-е лицо    | i̯o (u̯) / eu̯ / míni    | a ńíe̯a / a ńée̯a                          | în, ńi, ń                                | míni / i̯o (u̯) / eu̯    | mi                |
| 2-е лицо | 2-е лицо    | tíni                  | a ţíe̯a / a ţée̯a / a ţắe̯a                 | îţi, ţi, ţ                               | tíni                  | ti                |
| 3-е лицо | мужской род | elu / nisu / năsu     | a lui̯                                    | îľ, ľi, l                                | elu / nisu / năsu     | îlu, lu, lu       |
| 3-е лицо | женский род | e̯a / ía / nîsî / năsă | a ľeɪ̯                                    | îľ, ľi, ľ                                | e̯a / ía / nîsî / năsă | u                 |

Склонение личных местоимений множественного числа:
| Лицо     | Лицо        | Именительный падеж | Родительный, родительно -дательный падеж | Родительный, родительно -дательный падеж | Винительный падеж  | Винительный падеж |
| Лицо     | Лицо        | Именительный падеж | ударная форма                            | безударная форма                         | ударная форма      | безударная форма  |
| -------- | ----------- | ------------------ | ---------------------------------------- | ---------------------------------------- | ------------------ | ----------------- |
| 1-е лицо | 1-е лицо    | noi̯                | a no̯áu̯î / a náu̯î                         | nî / nă, n                               | noi̯                | nî / nă, n        |
| 2-е лицо | 2-е лицо    | voi̯                | a vo̯áu̯î / a váu̯î                         | vî / vă, v                               | voi̯                | vî / vă, v        |
| 3-е лицо | мужской род | eľ i / nişi / năşi | a lóru                                   | lî / lă, îl                              | eľi / nişi / năşi  | îľ, ľi, ľ         |
| 3-е лицо | женский род | e̯áli / nî́si / nắse | a lóru                                   | lî / lă, îl                              | e̯áli / nî́si / nắse | li                |

#### Глагол
Глагол имеет формы четырёх наклонений: изъявительного, повелительного, конъюнктива и кондиционала. Иногда выделяется также дубитатив / презумптив, выражаемый аналитически.
В изъявительном наклонении выделяют шесть или семь времён: настоящее, имперфект, простой перфект (аорист), сложный перфект, плюсквамперфект, будущее простое и иногда также будущее сложное.
Спряжение глаголов в настоящем времени на примере слов pórtu «нести», vedu «видеть», ḑîcu «говорить» и dórmu «спать»:
| Лицо и число       |         |        |        |         |
| ------------------ | ------- | ------ | ------ | ------- |
| 1-е лицо ед. числа | pórtu   | vedu   | ḑîcu   | dórmu   |
| 2-е лицо ед. числа | pórți   | veḑî   | ḑî́țî   | dórńi   |
| 3-е лицо ед. числа | po̯ártî  | ve̯ádi  | ḑî́țî   | do̯ármi  |
| 1-е лицо мн. числа | purtắmu | vidému | ḑî́țîmu | durńímu |
| 2-е лицо мн. числа | purtáțî | vidéțî | ḑî́țîțî | durńíțî |
| 3-е лицо мн. числа | po̯ártî  | vedu   | ḑîcu   | dórmu   |

Спряжение в имперфекте:
| Лицо и число       |         |         |         |         |
| ------------------ | ------- | ------- | ------- | ------- |
| 1-е лицо ед. числа | purtámu | vide̯ámu | ḑîțe̯ámu | durńámu |
| 2-е лицо ед. числа | purtái̯  | vide̯ái̯  | ḑîțe̯ái̯  | durńái̯  |
| 3-е лицо ед. числа | purtá   | vide̯á   | ḑîțe̯á   | durńá   |
| 1-е лицо мн. числа | purtámu | vide̯ámu | ḑîțe̯ámu | durńámu |
| 2-е лицо мн. числа | purtáțî | vide̯áțî | ḑîțe̯áțî | durńáțî |
| 3-е лицо мн. числа | purtá   | vide̯á   | ḑîțe̯á   | durńá   |

Спряжение в простом перфекте (аористе):
| Лицо и число       |         |        |        |         |
| ------------------ | ------- | ------ | ------ | ------- |
| 1-е лицо ед. числа | purtái̯  | viḑúi̯  | ḑîșu   | durńíi̯  |
| 2-е лицо ед. числа | purtáși | viḑúși | ḑî́siși | durńíși |
| 3-е лицо ед. числа | purtắ   | viḑú   | ḑî́se   | durńí   |
| 1-е лицо мн. числа | purtắmu | viḑúmu | ḑî́simu | durńímu |
| 2-е лицо мн. числа | purtátu | viḑútu | ḑî́situ | durńítu |
| 3-е лицо мн. числа | purtárî | viḑúrî | ḑî́sirî | durńírî |

Остальные времена образуются аналитически. Сложный перфект образуется путём сочетания форм настоящего времени глагола amu с причастием смыслового глагола. Плюсквамперфект строится также, только вспомогательный глагол стоит в имперфекте. Для образования будущего времени используется сочетание вспомогательного глагола va(i̯) с настоящим временем конъюнктива основного глагола.
В конъюнктиве различаются настоящее время, имперфект, сложный перфект и плюсквамперфект. От изъявительного наклонения эти формы отличаются формантом sî / si / s- / z-, а также окончаниями в третьем лице единственного числа настоящего времени.
В кондиционале имеется три времени: настоящее, перфект и плюсквамперфект. Настоящее время продолжает латинский перфект конъюнктива, дополненный частицей s(i) < si. Перфект образуется сочетанием неизменяемой формы глагола vre̯a / va с настоящим временем или имперфектом конъюнктива либо с настоящим временем кондиционала. Плюсквамперфект образуется по той же модели, но смысловой глагол стоит в форме плюсквамперфекта конъюнктива.
Спряжение в настоящем времени кондиционала:
| Лицо и число       |              |              |              |              |
| ------------------ | ------------ | ------------ | ------------ | ------------ |
| 1-е лицо ед. числа | s’ purtárimu | s’ viḑe̯árimu | s’ ḑîțe̯árimu | s’ durńírimu |
| 2-е лицо ед. числа | s’ purtáriși | s’ viḑe̯áriși | s’ ḑîțe̯áriși | s’ durńíriși |
| 3-е лицо ед. числа | s’ purtári   | s’ viḑe̯áre   | s’ ḑîțe̯áre   | s’ durńíre   |
| 1-е лицо мн. числа | s’ purtárimu | s’ viḑe̯árimu | s’ ḑîțe̯árimu | s’ durńírimu |
| 2-е лицо мн. числа | s’ purtáritu | s’ viḑe̯áritu | s’ ḑîțe̯áritu | s’ durńíritu |
| 3-е лицо мн. числа | s’ purtári   | s’ viḑe̯áre   | s’ ḑîțe̯áre   | s’ durńíre   |

Формы повелительного наклонения совпадают с соответствующими формами настоящего времени изъявительного наклонения.
Из неличных форм имеются инфинитив, причастие и герундий.

### Лексика

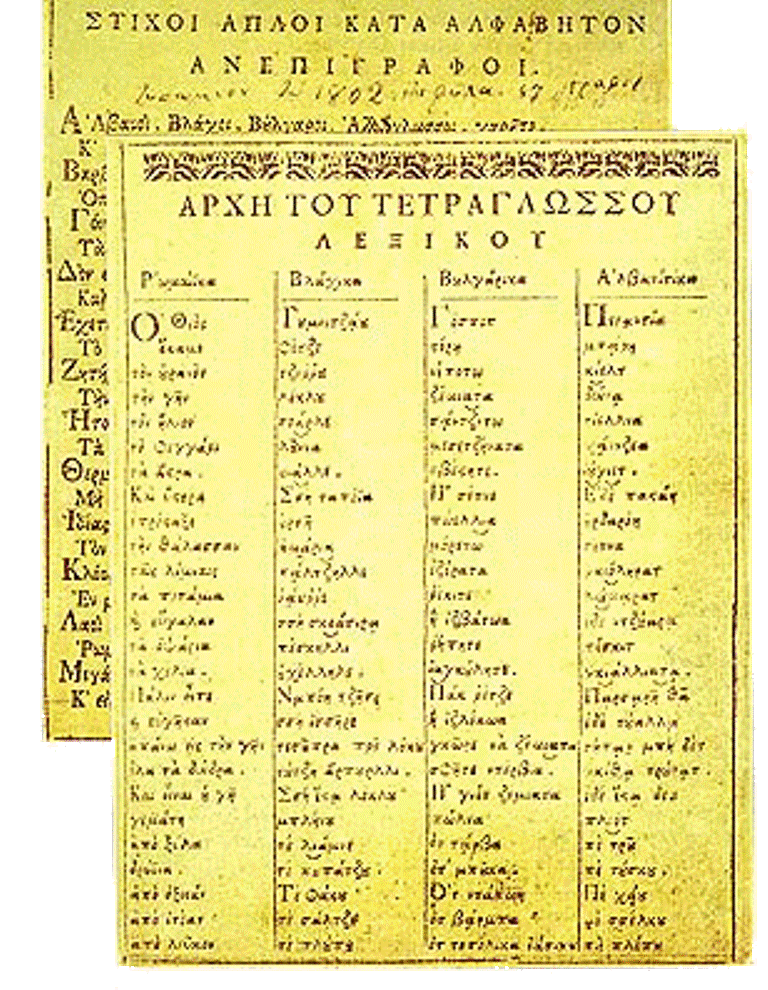
Четырёхъязычный (греческий, албанский, арумынский и болгарский) словарь, созданный около 1770 года и опубликованный в 1794 году

Большая часть словарного состава имеет латинское происхождение. Есть заимствования из славянских языков, как общие для всех балкано-романских языков (hránă «пища», lupátă «лопата»), так и более поздние, преимущественно из македонского и болгарского языков (právdă «домашнее животное», zboru «слово»). Много заимствований из греческого (ho̯áră «село», ɣrámă «буква», firiðî «окно», cafi / caθi «каждый»), в словаре Т. Папахаджи это 2534 слова, но в последнее время их количество увеличивается. Кроме того, имеются слова субстратного происхождения (búḑă «губа», scrumu «пепел», țapu «козёл», nâpârtică «змея»), албанизмы (fáră «род, племя», bánă «жизнь») и турцизмы (1620 лексем в словаре Т. Папахаджи: udắ / udáe «комната»).

## История изучения
В научный оборот арумынские данные попали в XVIII веке. Первоначально это были списки арумынских слов и фраз с переводом. В 1797 году в Вене К. Укутой был издан арумынский букварь для детей. Там же в 1813 году вышла арумынская грамматика М. Бояджи. Арумынский фольклор собирали немец Г. Вейганд и арумыны Т. Капидан, П. Папахаджи и Т. Папахаджи. Изучением арумынского языка занимались словенец Ф. Миклошич, немец Й. Крамер, румыны А. Филлипиде, Э. Петрович, П. Нейеску, М. Караджиу-Мариоцяну и Н. Сараманду.

## Пример текста
«Отче наш» на арумынском:
Tată a nostru ţi eşti tru ţeruri; las se-av'isească numa a ta. Las se v'ina amirăril'ea  a ta. Las se si facă thelima a ta, de căcum n-ţeru, aşiţe şî pre locu. Pânea a noastră aţea de cathe dzuă dănă-o astădzi. Şî l'eartă-nă steapsile anoastre, de căcum şi noi l'irtămu aţeloru ţi nă stipsescu. Şi  se nu nă aduţi pre pirazmo, ma scapă-nă de ehturru; amin.
Литургия Иоанна Златоуста (отрывок из Великой ектении) на старо-арумынском, датированная XVIII веком, и найденная в 1939 году в Национальной библиотеке Албании:
As faţiim arigai la dumnidză tă vreră ţii esti analtu la dumnidză şă tră scăpari sufitli anostri
As faţiim arigai la dumnidză tră avaia a vin-tulor ş-tră avaia a bulăkili a pominlor a loclu şă a vahtili cu ariati
As faţiim arigai la dumnidză tră aţieli ţii facu acmintaticu, ş-tră aţieli, ţi imnă cala, ş-tră aţieli ţi suntu lăndiţă ş-tră aţieli ţi tragu arrău sclăvusisli tră scăpara alor
Оригинальный текст (церк.-сл.)О Свышнем мире и спасении душ наших, Господу помолимся
О благорастворении воздухов, о изобилии плодов земных и временех мирных, Господу помолимся
О плавающих, путешествующих, недугующих, страждущих, плененных и о спасении их, Господу помолимся

## Арумынская Википедия
Существует раздел Википедии на арумынском языке («Арумынская Википедия»), первая правка в нём была сделана в 2006 году. По состоянию на 14:51 (UTC) 1 августа 2025 года раздел содержит 1388 статей (общее число страниц — 4616); в нём зарегистрировано 15 222 участника, один из них имеет статус администратора; 11 участников совершили какие-либо действия за последние 30 дней; общее число правок за время существования раздела составляет 209 067.